# Chuang Li-pching (sportovní lezkyně)
Chuang Li-pching je čínská sportovní lezkyně, vicemistryně Asie v lezení na rychlost a bronzová medailistka v boulderingu.

## Závodní výsledky
| Mistrovství Asie | Mistrovství Asie | Mistrovství Asie | Mistrovství Asie |
| Rok              | 2003             | 2005             | 2007             |
| ---------------- | ---------------- | ---------------- | ---------------- |
| Rychlost         | 3                | 2                | 2                |
| Bouldering       | —                | —                | 3                |